# José Ignacio Soler
José Ignacio Soler Bayona (Zaragoza, España, 30 de octubre de 1967) es un entrenador y exjugador de fútbol español. Como jugador se desempeñaba en la demarcación de centrocampista.

## Trayectoria

### Como jugador
Jugador formado en la cantera del Real Zaragoza, nunca llegó a debutar con el primer equipo, al ser fichado por el Castilla, filial del Real Madrid, tras dos temporadas en el Deportivo Aragón, filial del Zaragoza. Tras su paso por el Castilla que descendería a Segunda B, y tampoco sin llegar debutar tampoco con el primer equipo del Real Madrid, es fichado por el Extremadura también de la Segunda B, equipo en el por fin conseguiría afianzarse como titular. Tras el buen trabajo mostrado en el Extremadura pasaría por el Badajoz de Segunda durante solo media temporada, para ser fichado por el Atlético de Madrid en el mercado de invierno, debutando así en Primera División con el club colchonero. En las siguientes campañas el Atleti no contaría con él cediéndolo al Osasuna y al Atlético Marbella. Volvería al Extremadura de Josu Ortuondo que debutaría en Primera para la temporada 96-97. Colgaría las botas la temporada siguiente en el Elche con solo treinta años.

### Como entrenador
Tras retirase como jugador comenzaría a entrenar pocos años más tarde consiguiendo el segundo descenso a Segunda B en la historia del Casetas, su primer club dirigido, del que después pasaría a entrenar al Mirandés, aunque fue destituido habiendo disputado solo diez jornadas con el club burgalés. Tras su paso por Segunda B pasaría a entrenar diversos clubes de la Tercera aragonesa como el Villanueva, el Ejea o el Robres. Además fue director de la cantera del Real Zaragoza de 2013 a 2016.
Actualmente es director deportivo del Club de Fútbol Hernán Cortés Junquera, uno de los clubes referentes del fútbol base en la ciudad de Zaragoza.

## Clubes

### Como jugador
| Club               | País   | Año       |
| ------------------ | ------ | --------- |
| Deportivo Aragón   | España | 1986-1988 |
| Castilla C. F.     | España | 1988-1990 |
| C. F. Extremadura  | España | 1990-1993 |
| C. D. Badajoz      | España | 1993-1994 |
| Atlético de Madrid | España | 1994-1995 |
| C. A. Osasuna      | España | 1995      |
| Atlético de Madrid | España | 1995-1996 |
| C. A. Marbella     | España | 1996      |
| C. F. Extremadura  | España | 1996-1997 |
| Elche C. F.        | España | 1997-1998 |

### Como entrenador
| Club             | País   | Año       |
| ---------------- | ------ | --------- |
| U. D. Casetas    | España | 2002-2004 |
| C. D. Mirandés   | España | 2004      |
| Villanueva C. F. | España | 2005-2006 |
| Andorra C. F.    | España | 2007-2009 |
| S. D. Ejea       | España | 2010-2011 |
| C. D. Robres     | España | 2012      |
| C. D. Robres     | España | 2013      |